# 欧凯明
欧凯明（1964年—），原名欧小胡，广西合浦人，中国粤剧表演艺术家，一级演员，广州粤剧院有限公司总经理、艺术总监，红豆粤剧团团长。中国戏剧梅花奖二度梅获得者。

## 生平
1977年就读合浦师范文艺班。1980年从艺，师承红线女，工文武小生。1989年毕业于广西艺术学校。